# Caso Añoveros

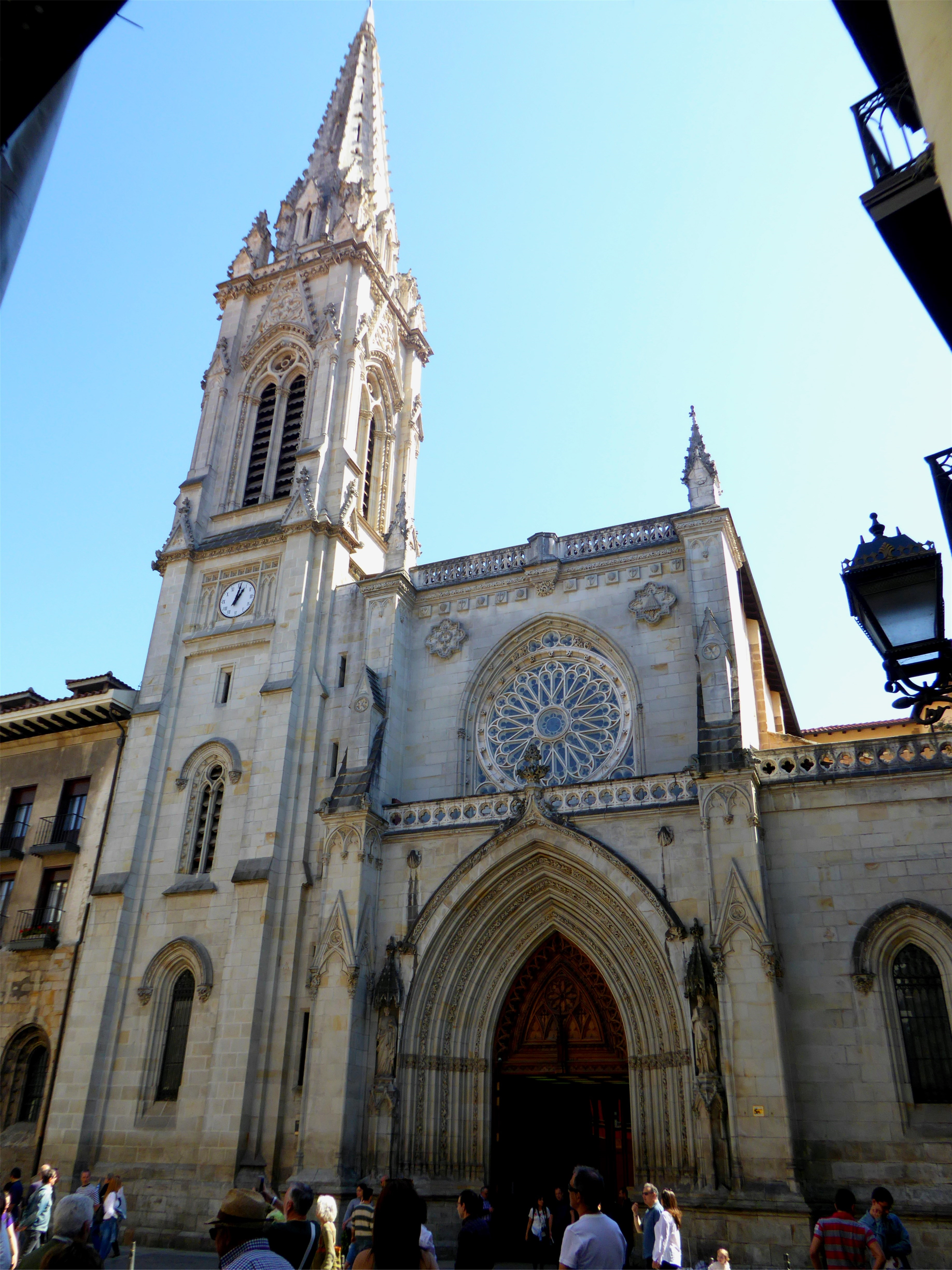
Fachada de la catedral de Bilbao.

El caso Añoveros fue un conflicto político que sucedió en España entre febrero y marzo de 1974, durante el tardofranquismo. A finales del mes de febrero el obispo de Bilbao, monseñor Antonio Añoveros, fue conminado a marcharse de España por haber suscrito una homilía a favor de la «justa libertad» del pueblo vasco y de un sistema político que fuese respetuoso con su «identidad específica». El gobierno franquista presidido por Carlos Arias Navarro, que hacía solo dos semanas se había mostrado a favor de la «apertura» del régimen en el llamado «Espíritu del 12 de febrero», consideró la pastoral un «grave atentado a la unidad nacional». El cardenal Tarancón, máxima autoridad de la Iglesia Católica en España, y la Conferencia Episcopal salieron en defensa de monseñor Añoveros y negaron el derecho del gobierno a expulsar a un obispo, amenazando con la excomunión al que dictara la orden. El papa Pablo VI respaldó a Tarancón y a Añoveros y al final tuvo que intervenir el propio Francisco Franco para ordenar a Arias Navarro que diera marcha atrás. Finalmente el acuerdo que se alcanzó entre el gobierno y la Santa Sede, representado por monseñor Angelo Acerbi que se trasladó a Madrid, fue la concesión de un permiso especial de vacaciones al obispo de Bilbao sin que este renegara del contenido de la homilía. Arias Navarro tuvo que «conformarse con una solución a medias».

## Hechos
Siguiendo las nuevas directrices del Concilio Vaticano II, el recién nombrado obispo de Bilbao Antonio Añoveros Ataún, nacido en el País Vasco, descargó parte de las tareas de gobierno en un Consejo episcopal, del que además de sacerdotes también formaban parte algunos religiosos y laicos. Al frente del Consejo se encontraba el vicario de la diócesis, José Ángel Ubieta, conocido por sus sentimientos nacionalistas vascos. El Secretariado del Consejo preparó cinco homilías para ser leídas en las parroquias de la diócesis, de las que las tres primeras llevaban los siguientes títulos: La salvación cristiana; La Iglesia, sacramento de salvación y El cristianismo, mensaje de salvación para los pueblos. En esta última se sostenía la tesis de que al pueblo vasco se le estaba impidiendo el derecho a conservar su identidad y se reclamaba el reconocimiento del «derecho a la libertad de los vascos». Añoveros introdujo algunas modificaciones en el texto y luego lo asumió como propio. En la homilía se decía que «la salvación, en cuanto liberación integral de la persona humana, es inseparable de la liberación del pueblo al que la persona pertenece»; que la Iglesia reconocía «el derecho de los pueblos a conservar su propia identidad» y que «en las actuales circunstancias el pueblo vasco tropieza con serios obstáculos para poder disfrutar de este derecho» por lo que se reclamaba la modificación «de las situaciones en nuestro pueblo».

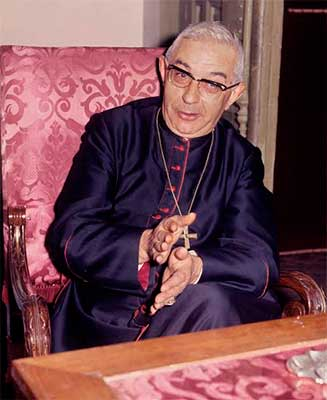
Cardenal-arzobispo de Madrid Vicente Enrique y Tarancón.

El presidente de la Conferencia Episcopal Española, el cardenal Tarancón, tuvo conocimiento de la existencia de la homilía y se reunió con Añoveros en Madrid el 20 de febrero de 1974, pero este le restó importancia. El cardenal Jubany, que se encontraba en Madrid para la reunión de la Comisión permanente del episcopado español y que dijo que sí conocía el contenido, le comunicó a Tarancón que la homilía no era nada anodina y que era «imprudente e inaceptable». Pero monseñor Añoveros se negó a reconsiderar su postura y regresó a Bilbao. Al día siguiente, 21 de febrero, el ministro de Justicia Francisco Ruiz Jarabo llamó por teléfono a Tarancón alarmado, pues había leído la homilía gracias al ejemplar que le había traído desde Bilbao su alcaldesa Pilar Careaga, nombrada por Franco. Como el cardenal le dijo que desconocía su contenido el ministro le envió una copia. Tarancón, consciente de que la homilía podía ser una fuente de conflicto con el régimen, se puso en contacto con el nuncio, Luigi Dadaglio, quien le comunicó que el Ministerio de Asuntos Exteriores español le había pedido que impidiese la lectura de la homilía (subrayándole unas frases determinadas). Puestos en contacto con el obispo Añoveros este les dijo que «volverme atrás ahora por presión del Gobierno podría producir un auténtico escándalo». A lo único que se mostró dispuesto fue a que la lectura de la homilía no fuese obligatoria.

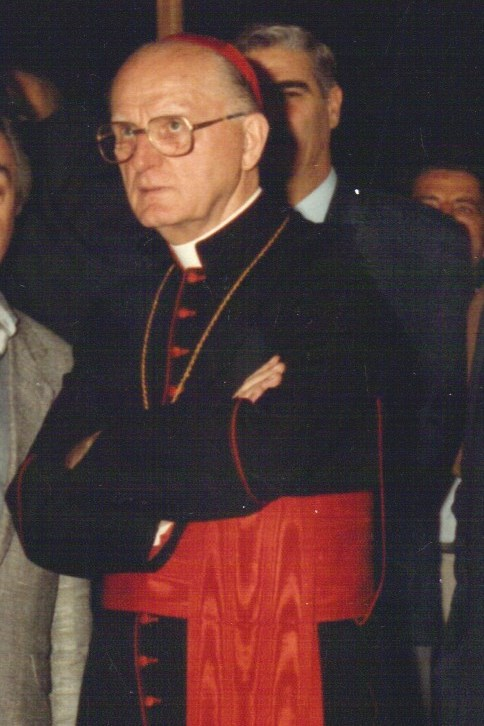
El Nuncio apostólico en España Luigi Dadaglio.

La lectura íntegra de la homilía tuvo lugar el día previsto, el domingo 24 de febrero ―en algunas parroquias de la ciudad de Bilbao hubo protestas y algunos párrocos no la leyeron―. El martes 26 algunos periódicos españoles se hicieron eco de la homilía para criticarla duramente acusándola de defender el «separatismo», mientras que el diario francés Le Monde decía en un editorial que «el obispo de Vizcaya toma la defensa de los derechos del pueblo vasco». Ese mismo día el Gobierno se reunía y decidía expulsar de España al obispo Añoveros por su «desobediencia a la autoridad civil». Inmediatamente ordenaba al Jefe Superior de Policía de Bilbao que confinara a Añoveros en su domicilio a la espera de ser conducido al aeropuerto de Sondika donde un avión iba a trasladarlo a Roma. Al día siguiente por la tarde el nuncio Dadaglio fue convocado en la sede del Ministerio de Asuntos Exteriores, mientras que al mismo tiempo el ministro de Justicia se presentaba sin avisar en el despacho del cardenal Tarancón (en aquel momento tanto Dadaglio como Tarancón conocían la detención domiciliaria del obispo de Bilbao y la amenaza de destierro). Ruiz Jarabo le propuso a Tarancón que Añoveros se marchara de España voluntariamente o que fuera llamado desde el Vaticano, a lo que el cardenal se negó (estaba claro que las autoridades franquistas nunca le dejarían regresar). Tarancón le dijo a Ruiz Jarabo que si el obispo había cometido algún delito que lo juzgasen (más adelante afirmaría: «si ha cometido un delito, que lo juzguen, pues de este modo el Gobierno quedará en ridículo»). Por su parte el ministro de Asuntos Exteriores Pedro Cortina Mauri le daba a Dadaglio un plazo de cuarenta y ocho horas para que Añoveros aceptara abandonar España y llegó a amenazarle, según contó después el cardenal Tarancón, con declararlo persona non grata, lo que hubiera supuesto la ruptura de relaciones con la Santa Sede (a lo que el presidente Arias Navarro parece que estaba dispuesto a llegar).
El cardenal Tarancón decidió esa misma tarde del miércoles 27 convocar a la Comisión permanente de la Conferencia Episcopal Española para que se reuniese dos días después. Esta estuvo de acuerdo con el cardenal en respaldar al obispo Añoveros y aún fue más lejos porque decidió que si se consumaba la expulsión excomulgarían a la persona que firmara la orden (de hecho el propio Añoveros había lanzado la misma amenaza de excomunión al Jefe de Policía de Bilbao cuando este había ido de nuevo a visitarle para comunicarle que se preparara para emprender el viaje en el avión que se había dispuesto para él en el aeropuerto de Sondica). Al mismo tiempo acordaron que monseñor Añoveros hiciera algún tipo de declaración negando el carácter «separatista» de la homilía y reafirmando su «amor a España». El gobierno respondió con una nota hecha pública en la noche del domingo 3 de marzo en la que se lanzaban unas acusaciones muy duras contra el obispo Añoveros, a quien se le presentaba como enemigo de la «unidad nacional» y se insinuaba que era partidario de ETA.

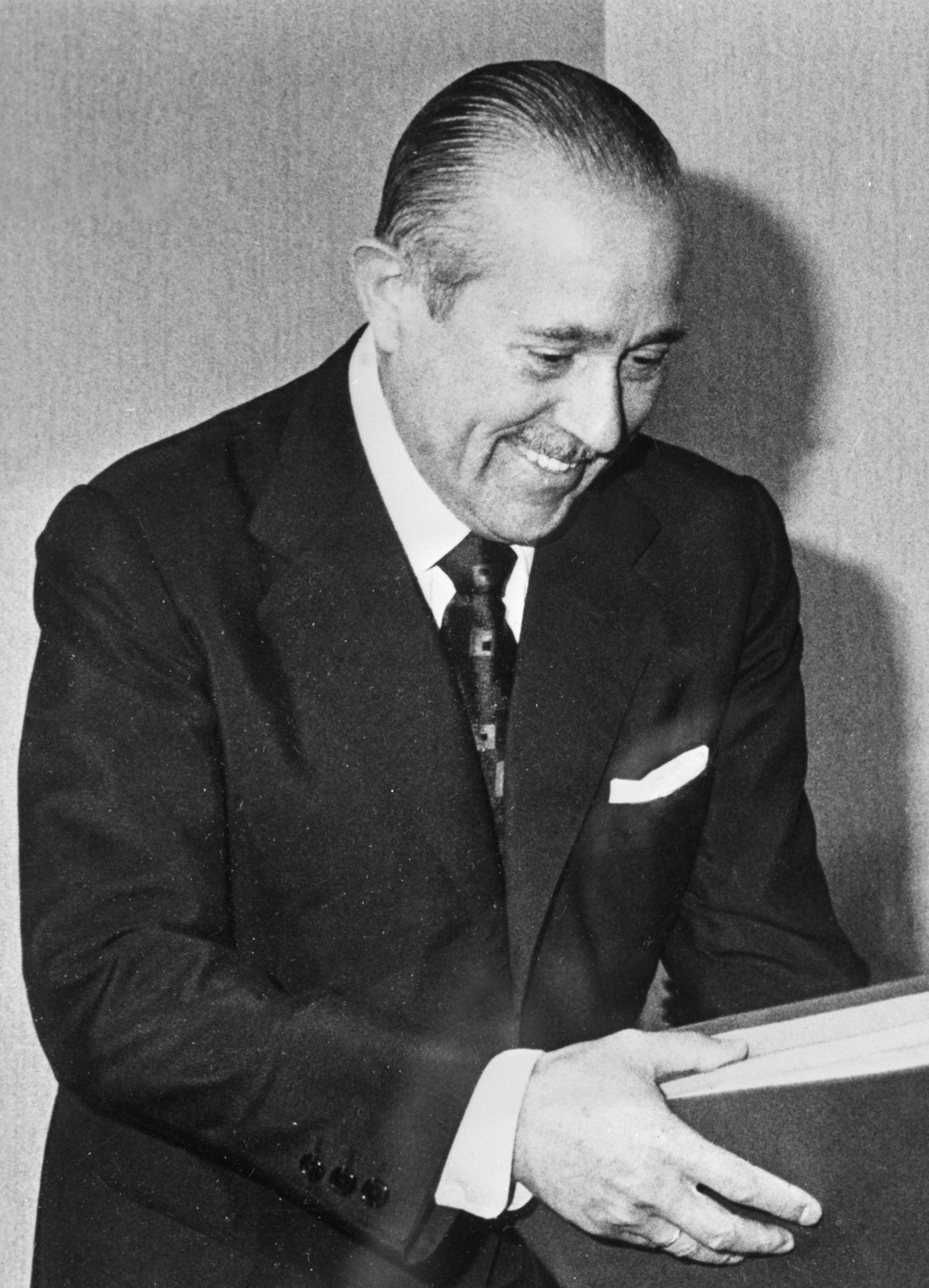
El presidente del Gobierno Carlos Arias Navarro.

El nuncio Dadaglio, que había viajado a Roma para recibir instrucciones, volvió a Madrid el martes 5 de marzo con la misión de calmar los ánimos. El cardenal Tarancón mientras tanto se reunía en privado con el presidente de las Cortes franquistas Alejandro Rodríguez de Valcárcel para que intercediera ante el gobierno, pues este seguía insistiendo en que Añoveros debía abandonar el país y que no se conformaba con una declaración de su «amor a España», y si fuera necesario ante Franco. Al día siguiente, miércoles 6 de marzo, Tarancón se entrevistó con los ministros «aperturistas» Pío Cabanillas y Antonio Carro, pero este último le comunicó que el Gobierno tenía preparada una nota rompiendo relaciones con la Santa Sede. Los dos ministros negaron que el obispo estuviera detenido, sino que estaba bajo «protección», porque la situación en Bilbao era «tensa». Finalmente acordaron que el obispo Añoveros viniera a Madrid e hiciera una declaración ante la Permanente de la Conferencia Episcopal dando cuenta de sus acciones. Efectivamente, al día siguiente Añoveros viajó a la capital y se alojó en la Nunciatura (ese mismo día la Secretaría de Estado de la Santa Sede hacía pública una nota en la que se mostraba contraria a la salida de España del obispo) y el viernes 8 de marzo hizo la declaración que se le reclamaba, pero esta no gustó al Gobierno porque «no contiene las seguridades del respeto al principio de la unidad de la Patria adecuadas para resolver» el conflicto. La Permanente respondió solidarizándose con el obispo Añoveros destacando de él «su espíritu pastoral y amor a España» y enviando una nota al Gobierno en la que se reiteraba que durante su trayectoria como obispo Añoveros había demostrado «su constante amor a España y el respeto y lealtad debidos a la unidad nacional».
Fue entonces cuando el Gobierno dio marcha atrás por orden de Franco, según contó más tarde el cardenal Tarancón (Franco llamó a Arias Navarro y le preguntó alarmado «¿A dónde quiere llevarnos?»). «Franco, que no deseaba arriesgarse a que excomulgaran a su presidente del gobierno, obligó a Arias a retractarse», ha afirmado Paul Preston. El Gobierno justificó el cambio de posición alegando que consideraba suficiente la nota de la Permanente ya que aunque no se trataba de una manifestación directa del interesado sí era la de un organismo del que él formaba parte. El Gobierno retiró sus amenazas y se mostró dispuesto a negociar directamente con la Santa Sede. Así, el lunes 11 de marzo llegó a Madrid monseñor Angelo Acerbi, el segundo de la Secretaria de Estado vaticana. El acuerdo que se alcanzó fue otorgar al obispo Añoveros un permiso especial de vacaciones. Este aceptó con una condición que le fue aceptada: que se le permitiese regresar a Bilbao y permanecer allí al menos veinticuatro horas. Añoveros abandonó la capital vizcaína el jueves 14 de marzo. El vicario de la diócesis José Ángel Ubieta lo hizo dos días después. Al día siguiente, domingo 17 de marzo, el ministerio de la Vivienda hacía público un informe en el que se decía que el Estado había gastado cuatro mil millones de pesetas desde 1942 en la reparación y construcción de iglesias, escuelas religiosas y otras dependencias católicas. El lunes 18 el cardenal Tarancón le enviaba una carta al presidente del Gobierno Carlos Arias Navarro en la que planteaba la necesidad de la colaboración entre «las autoridades del Estado y las autoridades de la Iglesia en España».

## Consecuencias
«El incidente fue interpretado como una derrota política del gobierno que se había visto obligado a ceder ante la férrea posición de la Iglesia y de la Santa Sede», señala Borja de Riquer. «Estuvo a punto de originar la ruptura entre el Vaticano y el Régimen español... Pero, en cualquier caso,... se detecta bajo la superficie una conflictividad insalvable entre Iglesia y Régimen», subrayaron Jorge de Esteban y Luis López Guerra poco tiempo después de lo ocurrido. Que el gobierno había caído en el «ridículo», como escribió en sus memorias el «tecnócrata» Laureano López Rodó, o había dado «un paso en falso» y no había superado «la prueba de fuerza», como escribió el «reformista» Manuel Fraga Iribarne, lo probaría que tres ministros estuvieron a punto de dimitir.